# Синама, Тацуя
Тацуя Синама (яп. 新濱 立也; род. 11 июля 1996 года) — японский конькобежец, специализирующийся на спринтерских дистанциях. Бронзовый медалист чемпионата мира 2020 года на дистанции 500 метров, победитель (2020) и серебряный призёр чемпионата мира по спринтерскому многоборью (2019). 

## Карьера
Тацуя Синама родился в семье рыбака и был вторым сыном. Он начал кататься на коньках в возрасте 3-х лет, и позже вступил в местную группу мальчиков "Odaito skate", пойдя по стопам своего старшего брата. Позже перешёл в клуб "Беккай Сиратори", до которого было 20 км и он добирался туда и обратно на велосипеде. Вскоре Тацуя чаще стал ездить на велосипеде, как часть тренировочной системы. В 2012 году он поступил в коммерческую среднюю школу Кусиро и на 3-м курсе выиграл дистанции 500 и 1000 метров на соревнованиях inter-High.
В 2014 году стал участвовать в чемпионате Японии. В 2015 году выиграл юниорский чемпионат Японии на дистанции 1000 м, стал 2-м на 500 м и дебютировал на чемпионате мира среди юниоров. В 2017 году на 28-й зимней Универсиаде в Алма-Ате занял 4-е место в забеге на 500 м. В декабре 2017 не смог пройти отбор на олимпиаду в Корею, заняв 4-е место. В марте 2018 года Синама завоевал золотую медаль на дистанциях 500 и 1000 метров на 4-м чемпионате мира по конькобежному спорту среди студентов в Минске. На Кубке мира в Обихиро в марте он занял третье место на первом забеге на 500 м. На втором соревновательном уик-энде в Томакомае он выиграл оба соревнования на 500 м, свои первые победы на трассе Кубка мира.
В октябре 2018 года Синама впервые выиграл чемпионат Японии на дистанции 500 м, а в декабре и в спринтерском многоборье. в феврале 2019 года выиграл серебряную медаль в спринте на чемпионате мира в Херенвене. 9 марта в финале Кубка мира в Солт-Лейк-Сити побил рекорд Павла Кулижникова на дистанции 500 метров, пробежав её за 33,835 секунды. Однако, выступавший после японца россиянин спустя несколько минут вернул себе звание рекордсмена мира, пробежав 500 метров за 33,616 секунды.
В сезоне 2019/20 Синама стал чемпионом Японии на дистанциях 500 м и 1000 м, затем занял 3-е место в забеге на 500 м на чемпионате мира на отдельных дистанциях в Солт-Лейк-Сити и завоевал золотую медаль в многоборье на спринтерском чемпионате мира в Хамаре. В марте впервые стал обладателем Кубка мира в общем зачёте на дистанции 500 м.
В 2021 году выиграл звание чемпиона Японии на дистанции 1000 м. В декабре прошёл отбор на олимпиаду 2022 года, заняв 2-е места на дистанциях 500 и 1000 м. На зимних Олимпийских играх в Пекине он занял 20-е место на дистанции 500 м и 21-е на 1000 м. После игр участвовал на чемпионате мира в Хамаре и занял 5-е место в спринтерском многоборье.

## Награды
- 2013 год - получил награду за выдающиеся достижения от Спортивной ассоциации Кусиро в Японии
- 2020 год - назван фигуристом года в сезоне 2019/20 Токийским клубом спортивных журналистов в Японии
- 2020 год - награждён кубком JOC в сезоне 2019/20 Федерацией фигурного катания Японии

## Личные рекорды
| Дистанция | Время   | Дата и место                  |
| --------- | ------- | ----------------------------- |
| 500 м     | 33,79   | 10 марта 2019, Солт-Лейк-Сити |
| 1 000 м   | 1.08,28 | 28 февраля 2020, Хамар        |
| 1 500 м   | 1.52,14 | 26 сентября 2014, Калгари     |

## Личная жизнь
Тацуя Синама окончил среднюю школу Бецукай, коммерческую среднюю школу Кусиро и Университет здравоохранения и социального обеспечения в Такасаки в области здравоохранения и социального обеспечения.